# Коваріантний вектор
Коваріантний вектор (ковектор) — вектор кодотичного простору, тобто 1-форма. Природним базисом для розкладання ковекторів служить дуальний базис.
Говорячи простіше, коваріантний вектор — це такий об'єкт, який діє на звичайний контраваріантний вектор і в результаті дає число — скалярний добуток цих векторів із звичайними властивостями лінійності. Розмірність ковекторів збігається з розмірністю їх контраваріантних аналогів.
- Це визначення узгоджене з визначенням коваріантного тензора валентності 1 (див. Тензор), яким і є коваріантний вектор (ковектор), як окремого випадку тензора.

## Основні відомості
Нерідко коваріантним вектором, особливо у фізичній літературі, називають розкладання будь-якого вектора (тобто вектора або ковектора, вектора дотичного або кодотичного простору) за дуальним базисом. Тоді мова йде про набір коваріантних координат будь-якого об'єкта — 1-форми або звичайного вектора, звичайно, проте, кожен тип об'єктів намагаються записувати в природному для нього базисі, що відповідає основному визначенню.
Коваріантні координати будь-якого об'єкта прийнято записувати з нижнім індексом, а також — в матричних позначеннях — у вигляді вектора-рядка (на відміну від запису з верхнім індексом і вектора-стовпця для контраваріантних координат, природних для подання контраваріантного вектора).
- Можливо, було б краще суворо дотримуватися відмінності в розумінні термінів «ковектор» і «коваріантний вектор», розуміючи під першим об'єкт (вектор кодотичного простору — 1-форму), а під другим — подання з нижнім індексом будь-якого об'єкта, однак з одного боку — ізоморфізм між ко- і просто дотичним просторами у випадку (псевдо-) ріманових многовидів все одно розмиває формальний кордон у цьому найпоширенішому випадку, а з іншого боку — традиція застосування терміна до тензора є досить стійкою. Крім того, підйом-опускання індексу можливі все-таки не у всіх випадках, а при цьому властивості подання будуть жорстко закріплені за самим об'єктом.

Просте «традиційне» визначення коваріантного вектора з підручника Ландау:
«Коваріантним вектором називається всяка сукупність [рівного розмірності простору кількості] величин, які при перетворенні координат перетворюються як похідні від скаляра».
Під похідними від скаляра маються на увазі похідні від скалярної функції по (контраваріантним) координатам:
{\displaystyle \left({\frac {\partial \phi }{\partial x^{1}}},{\frac {\partial \phi }{\partial x^{2}}},\dots \right),}
а вектор, згідно з «традиційним» підходом означують як набір його координат, що змінюються певним чином при заміні базису (системи координат).
Як бачимо, формально це означення описує коваріантні уявлення, але змістовно описує як зразок коваріантного вектора ковектор — 1-форму — градієнт скаляра — для якої (як і для решти 1-форм) саме це подання природно.